# Gare de Caudéran – Mérignac
Gare de Caudéran - Mérignac – stacja kolejowa w Caudéran, w departamencie Żyronda, w regionie Nowa Akwitania, we Francji.
Jest stacją Société nationale des chemins de fer français (SNCF). Obsługiwana jest przez pociągi TER Aquitaine.

## Położenie
Znajduje się na wysokości 30 m n.p.m., na 9,323 km Ceinture de Bordeaux.

## Linie kolejowe
- Ceinture de Bordeaux